# Maria Samoroukova
Maria Samoroukova (19 de dezembro de 1971) é uma ex-basquetebolista profissional russa naturalizada grega.

## Carreira
Maria Samoroukova integrou a Seleção Grega de Basquetebol Feminino, em Atenas 2004, que terminou na sétima posição.